# Sky Sport Max
Sky Sport Max è un canale televisivo italiano, creato da Sky Italia, dedicato al calcio europeo e agli sport estremi.

## Diritti televisivi

### Calcio
- Bundesliga[2]
- Serie C[2]
- Premier League[2]
- UEFA Champions League[2]
- UEFA Europa League[2]
- UEFA Conference League[2]

### Baseball
- MLB[3]

### Pallacanestro
- Eurocup[3]